# Pete Geren
Preston Murdoch Geren III, detto Pete (Fort Worth, 29 gennaio 1952), è un politico statunitense, Segretario all'Esercito degli Stati Uniti d'America sotto l'amministrazione di George W. Bush e in precedenza membro della Camera dei Rappresentanti per lo stato del Texas dal 1989 al 1997.

## Biografia
Nato a Fort Worth, Geren studiò al Georgia Institute of Technology e si laureò in giurisprudenza all'Università del Texas ad Austin per poi svolgere la professione di avvocato.
Entrato in politica con il Partito Democratico, nel 1989 approdò alla Camera dei Rappresentanti, vincendo un'elezione speciale per succedere al dimissionario Jim Wright. Negli anni successivi fu riconfermato dagli elettori per altri tre mandati, finché nel 1996 annunciò il suo intento di non candidarsi ulteriormente e fu succeduto dalla repubblicana Kay Granger.
Nel 2001 venne assunto al Dipartimento della Difesa. Nel 2005 rivestì per alcuni mesi la carica di Segretario all'aeronautica degli Stati Uniti d'America ad interim. L'anno successivo il Presidente degli Stati Uniti d'America George W. Bush nominò Geren sottosegretario all'interno del Dipartimento dell'Esercito. Quando il Segretario all'Esercito Francis J. Harvey rassegnò le dimissioni in seguito ad uno scandalo, Geren venne nominato come suo successore. Mantenne la carica fino al settembre 2009, quando gli succedette John McHugh, scelto dal Presidente Obama.